# BS-Klimate

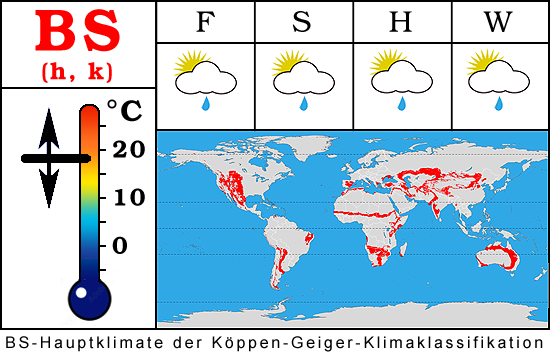
Jahresmittel k < und h > 18 °C
Feuchte unter Trockengrenze für Baumwuchs

Die BS-Klimate –  meist Steppenklimate, von Köppen auch „Semiaride Klimate“, in englischsprachigen Veröffentlichungen heute ebenfalls vorwiegend als Steppe climates bezeichnet – ist eines der elf Hauptklimate der effektiven Klimaklassifikation nach Köppen & Geiger (1918 bis 1961). Es grenzt die beiden zugehörigen Klimate BSh und BSk nach festgelegten hygrischen und thermischen Grenzwerten ein und untergliedert die Klimaklasse B zusammen mit den BW-Klimaten.
Köppens Grenzwerte sind (trotz oder wegen der erheblichen Vereinfachungen im Vergleich mit anderen Systemen) bis heute weltweit die am häufigsten verwendeten Klimaschlüssel in klimageographischen Zusammenhängen.

## Bezeichnung und Klassifikation
Um Verwechslungen mit den Klimaten anderer Systeme oder den „klassischen“ Klimazonen zu vermeiden, empfahl bereits Köppen, vorrangig die kryptischen Bezeichnungen zu verwenden. So führt Köppens Trockengrenzformel zwar zu sehr ähnlichen Ergebnissen wie der Ariditätsindex der UNEP, doch die Grenzziehungen Köppens verschieben etwa das semiaride Klima deutlich Richtung Wüsten, während Steppen (nach Betrachtung der ariden u. humiden Monate) in der Regel semihumid sind (siehe auch Absatz Vergleiche). Die Bezeichnung Semiaride Klimate ist damit irreführend.
Die insgesamt 30 Klima-Untertypen dieses Systems sind durch jeweils zwei oder drei Buchstaben gekennzeichnet, die für bestimmte Wärme- und Wassermangelgrenzen für den Pflanzenwuchs stehen (Schwellenwerte und Andauerzeiten der Temperaturen und Niederschläge). Sie bilden die wesentlichsten klimatischen Ansprüche der großen Pflanzenformationen der Erde ab. Trotz einiger fachlicher Unzulänglichkeiten und etlicher „technischer“ Klimate, die keinen Bezug zu einer hauptsächlichen Vegetation haben, hat sich die Klimakarte von Köppen & Geiger in der Klimageographie weltweit in etlichen (etwa digitalen) Überarbeitungen und Ableitungen etabliert.

## Grenzwerte
B = Die Vegetation leidet unter Wassermangel.
S = (Trocken-)Steppe; die Trockengrenze für Baumwuchs (nach Köppen) wird im Jahresmittel unterschritten, ermöglicht aber noch eine vollständige Vegetationsdecke. Bei diesem Klima kommt es zur Lößbildung.

, Datengrundlage: 1980–2016

## Verbreitung
Bis auf die isolierten Regionen in Nordost-Brasilien (Caatinga), Süd-Madagaskar, Südwest-Indien und Zentral-Myanmar (alle BSh) sowie BSk-Flächen im eurasischen Mittelmeer- (Italien, Griechenland) und Schwarzmeerraum (Bulgarien, Rumänien, Ukraine, Türkei) berühren alle BS-Klimate die großen wüstenhaften BW-klimate der Erde: Auf der Nordhalbkugel sind dies die Präriegebiete der Great Plains und der Hochebenen innerhalb der Kordilleren von Süd-Zentral-Kanada durch die Vereinigten Staaten bis Zentral-Mexiko; kleine Flächen (Inseln) vor der Karibikküste Südamerikas; große Gebiete in Spanien und am Nordrand des Maghreb; sowie die riesige eurasische Steppe von Süd-Russland über Nord-Kasachstan und die Mongolei bis in die Innere Mongolei Chinas. Auch am Ost- und Südrand der west- und zentralasiatischen Wüsten sowie in der „Wüstenlücke“ westlich der Gebirge Hochasiens erstrecken sich große Flächen des BS-Klimas (vor allem in Zentral-China, in Nordwest-Indien und allen „Ländern auf -stan“), wobei die BSh-Variante vorwiegend in Indien liegt. Der BSh-„Saum“ um die heißen Wüsten des altweltlichen Trockengürtels umfasst den Süden der Sahelzone Afrikas (mit Ausläufern auf den Kanaren) und in Vorderasien den Nordrand des Fruchtbaren Halbmondes. Am wüstenhaften Horn von Afrika erstreckt sich dieser Saum durch Äthiopien, Kenia und Somalia bis Tansania auf der Südhalbkugel. Dort finden sich die größten Flächen im südlichen Afrika, die wiederum an die Wüsten der Namib-Kalahariregion anschließen und in Mosambik bis fast sowie im mittleren Südafrika bis an den Indischen Ozean reichen. Mindestens ebenso groß sind die als „Grassland“ bezeichneten Gebiete rund um die australischen Wüsten. Etwas kleiner ist der Saum heißer und kalter Steppen und Halbwüsten im Anschluss an das „Wüstenband“ Südamerikas: Es beginnt extrem schmal in Ecuador (einschließlich kleiner Flächen auf den Galapagosinseln) und Peru westlich der Anden, um weiter südlich im bolivianischen Altiplano und östlich der Anden in West-Paraguay und dem Innern Nord-Argentiniens seine größte Ausdehnung zu finden.

## Vergleich zur realen Vegetation
Köppen räumte bereits ein, dass der Bezug seiner Trockengrenzformeln allein auf Jahreswerte nur eine grobe Annäherung ermöglicht, mit deren Hilfe nicht sicher vorhergesagt werden kann, welche Bedingungen man an einem Ort tatsächlich vorfindet. Insbesondere die Trockengrenzen für Baumwuchs (als Hauptkriterium der sogenannten „Steppenklimate“) führen zu erheblichen Abweichungen von der „erwarteten“ Realität: (Hoch)grassteppen – die bereits weitestgehend baumfrei sind – werden von der Formel fast nirgends erfasst. Die Grenze zu den gemäßigten Waldgebieten liegt erst im Bereich der Trocken- und Strauchsteppen. Ebenso irreführend (wenn man eine große Übereinstimmung mit der Vegetation erwartet) ist die Grenze zu den Wüsten: Nach der zweiten Trockengrenzformel dürften Wüstensteppen und Halbwüsten – also Vegetationstypen ohne vollständige Bodenbedeckung – erst in BW-Klimaten vorkommen. Ein Vergleich mit den realen Vegetationszonen zeigt jedoch, dass etliche Gebiete im BS-Klima bereits eine lückige Vegetation aufweisen. (siehe auch Vor- und Nachteile der Köppen-Klassifikation).

## BSh-Klima
Das BSh-Klima – Heißes Steppenklima, von Köppen auch „Subtropisches Steppenklima“ genannt, englisch ebenso Hot steppe climate –  grenzt im Wesentlichen die Klimate der tropisch-subtropischen Dornsavannen ein.
h = Ganzjährig heiß; die Jahresmitteltemperatur liegt über 18 °C.

### Ausprägung
Die vorherrschenden Vegetationstypen sind überwiegend Dornstrauch- und trockene Trockensavannen in den Randtropen (die feuchteren Savannen gehören zum Klimatyp Aw/As). Auch (nahezu) baumfreie tropische Savannen werden nur selten als „Steppen“ bezeichnet. Als Fachbegriff bleibt dies den grasreichen Offenlandschaften der Mittelbreiten vorbehalten.

### Beispiele
- Chihuahua, Mexiko[10]
- Los Cristianos, Teneriffa, Spanien[11]
- Niamey, Niger[12]
- Outapi, Namibia[13]
- Jaipur, Indien[14]
- Mount Isa, Queensland, Australien[15]

### Vergleiche
Das Klima „Steppe oder semiarid“ BS nach Trewartha wird über Köppens Trockengrenzen und die Dauer der feuchten Jahreszeit bestimmt. Bei Troll & Paffen werden die „Winterfeucht-sommerdürren Steppenklimate“ IV.2 & „Kurz sommerfeuchten Steppenklimate“ IV.3 sowie die „Tropischen Trockenklimate“ V.4/4a über die Anzahl der humiden Monate und die natürliche Vegetation definiert. Ihre Lage weicht zum Teil erheblich von Köppens Klassifikation ab.
Abweichung zur realen Vegetation siehe Vergleiche (allgemein).

## BSk-Klima
Das BSk-Klima – Kaltes Steppenklima, von Köppen auch „Prärienklima“ genannt, englisch ebenso Cold steppe climate – grenzt vor allem die trockensten Bereiche der Klimate der gemäßigten Steppen ein.
k = Die Jahresmitteltemperatur liegt unter 18 °C, der wärmste Monat liegt über 18 °C.

### Ausprägung
Die vorherrschenden Vegetationstypen sind vor allem Strauch- und Trockensteppen, Hochland- und Wüstensteppen in Nordamerika und Asien, zudem Halbwüsten und Buschformationen im Süden Südamerikas, Afrikas und Australiens.

### Beispiele
- Billings (Montana), USA[16]
- General Roca, Argentinien[17]
- Donaudelta, Rumänien[18]
- Sutherland (Südafrika)[19]
- Ulaanbaatar, Mongolei[20]
- Ceduna, South Australia, Australien[21]

### Vergleiche
Das „Steppe oder semiarid“ BS nach Trewartha wird über Köppens Trockengrenzen und die Dauer der feuchten Jahreszeit bestimmt. Bei Troll & Paffen werden die „Trockensteppenklimate“ III.10/10.a & „Winterkalte, sommerfeuchte Steppenklimate“ und 11 über die Temperatur des kältesten Monats und die natürliche Vegetation definiert. Zum Teil weicht die ihre Lage deutlich von der Köppen-Klassifikation ab.
Abweichung zur realen Vegetation siehe Vergleiche (allgemein).